# Брянськ (Бурятія)
Брянськ (рос. Брянск) — село Кабанського району, Бурятії Росії. Входить до складу Сільського поселення Брянське.
Населення — 1075 осіб (2015 рік).
Перща писемна згадка про село походить з 1655 року.